# Cleopatra (film fra 1912)
 For alternative betydninger, se Cleopatra (flertydig). (Se også artikler, som begynder med Cleopatra)
Cleopatra er en amerikansk stumfilm fra 1912 af Charles L. Gaskill.

## Medvirkende
- Helen Gardner som Kleopatra
- Pearl Sindelar som Iras
- Miss Fielding som Charmian
- Miss Robson som Octavia
- Helene Costello som Nicola